# Карпухин, Пётр Матвеевич
Пётр Матвеевич Карпухин (1891 — 1924) — участник Первой мировой войны и Гражданской войны. Кавалер двух орденов Красного Знамени

## Биография
Родился в 1891 году в Чичерине, Тамбовский уезд, Тамбовская губерния в крестьянской семье.
Участвовал в Первой мировой войне, по данным на 1915 год был младшим фейерверкером 4-й батареи, 7-я артиллерийская бригада. 17 июля 1915 года во время боя близ деревни Серафин во время артиллерийского обстрела Пётр Карпухин исправил перебитый вражескими снарядами телефонный кабель, чем восстановил связь батареи с наблюдательным пунктом. За это 27 июня того же года Пётр Карпухин был награждён Георгиевской медалью 4-й степени. Во время боя 19 июля 1915 года близ деревни Дрогашево, во время вражеского обстрела тяжёлой артиллерией, ружьями и пулемётами наблюдательного пункта Пётр Карпухин указал точное место дислокации вражеских батарей, чем заставил их замолчать. 1 ноября 1915 года Пётр Карпухин награждён Георгиевским крестом 4-й степени.
В 1918 году вступил в Красную армию. Был командиром артиллерийского взвода, а затем командиром артиллерийской батареи. После окончания Гражданской войны в России Пётр Карпухин — командир батареи легкого артдивизиона в 1-й Советской дивизии. В 1919 году вступил в РКП(б).
Демобилизовался в феврале 1924 года по болезни. После демобилизации получал персональную пенсию. Скончался в 1924 году от туберкулёза.

## Награды
Российская империя:
- Георгиевский крест ІV степени (1 ноября 1915 — № 472279)[1];
- Георгиевская медаль ІV степени (27 июня 1915 — № 424186)[1];

РСФСР:
- Орден Красного Знамени (4 декабря 1920 — № 4498)[1];
- Орден Красного Знамени (8 ноября — № 2567)[1].